# Урок малюнка
«Урок малюнка» ( англ. The Art Lesson ) — картина на побутову тему французького художника Анрі Фантен-Латура (1836-1904).

## Про родину Фантен-Латур
Родина Фантен-Латур була інтернаціональною. Батько, художник Жан-Теодор Фантен-Латур, пошлюбився із росіянкою, пані Єленою Найдьоновою. Єлена була вихованкою графині Зотової, до шлюбу Куракіною (1787—1869). Шлюб з Марі, сестрою Анрі Фантен-Латура, теж узяв росіянин, офіцер Василь Іванович Яновський, що походив з дворян Херсонської губернії.

## Опис твору
Художнику було за тридцять, коли він вирішив створити чергову картину з власного приватного життя. Анрі мав двох сестер, Марі та Наталі. Вони й були головними персонажками нової картини. Художником був їх батько, Жан-Теодор Фантен-Латур. Родина також була наближена до музики та до малювання. Сестри в забезпеченій родині нудьгували й вільний час віддавали малюванню. Вони були художницями-аматорками і їх творів не збережено. Ймовірно, батько заохочував доньок до вивчення мистецтва.
Фантен-Латур подав їх вдома, коли сестри займались малюванням. Більш переконливою вийшла старша Марі, що впевнено порається за мольбертом, стоячи створюючи черговий ескіз. До неї приєдналася Наталі, що старанно виводить на папері натюрморт. За процесом малювання сестри спостерігає Марі, вишукана чорна сукня котрої прикрашена коштовним мереживом та золотою прикрасою. Малювання та створення ескізів було необтяжливим дозвіллям жінок та доньок з забезпечених родин, навіть якщо ті не мали здібностей. Старша Марі навіть не одягла захисного халата, бо знає, що не забруднить сукню.
Сестри розташувались в ошатній кімнаті біля столу з коштовною скатертиною, де видно папку з малюнками, гіпсову голову, горщик з розквітлим рододендроном. В родині вирощували квіти, чим доволі серйозно займалась дружина Фантен-Латура, пані Вікторія, теж художниця. Так, наприкінці життя за творчий внесок пані Вікторія отримала орден Почесного легіону. Художник не забув в картині й про рододендрон, котрий використовував і в інших власних картинах.